# Rhagio puellaris
Rhagio puellaris är en tvåvingeart som beskrevs av Akira Nagatomi 1971. Rhagio puellaris ingår i släktet Rhagio och familjen snäppflugor. Inga underarter finns listade i Catalogue of Life.